# شارلوته جاي
شارلوته جاي (بالإنجليزية: Charlotte Jay)‏ هي كاتِبة أسترالية، ولدت في 17 ديسمبر 1919 في أديلايد في أستراليا، وتوفي بنفس المكان في 27 أكتوبر 1996.

## وصلات خارجية
- شارلوته جاي على موقع IMDb (الإنجليزية)